# Champrepus
Champrepus ist eine französische Gemeinde mit 322 Einwohnern (Stand 1. Januar 2022) im Département Manche in der Region Normandie. Sie gehört zum Kanton Villedieu-les-Poêles-Rouffigny und zum Arrondissement Saint-Lô. 
Nachbargemeinden sind Le Mesnil-Villeman im Nordwesten, Le Mesnil-Garnier im Norden, Fleury im Nordosten, La Lande-d’Airou im Südosten, Le Tanu im Südwesten und La Haye-Pesnel und Beauchamps im Westen.

## Bevölkerungsentwicklung
| Jahr      | 1962 | 1968 | 1975 | 1982 | 1990 | 1999 | 2008 | 2018 |
| --------- | ---- | ---- | ---- | ---- | ---- | ---- | ---- | ---- |
| Einwohner | 397  | 347  | 315  | 282  | 265  | 237  | 289  | 333  |

## Sehenswürdigkeiten

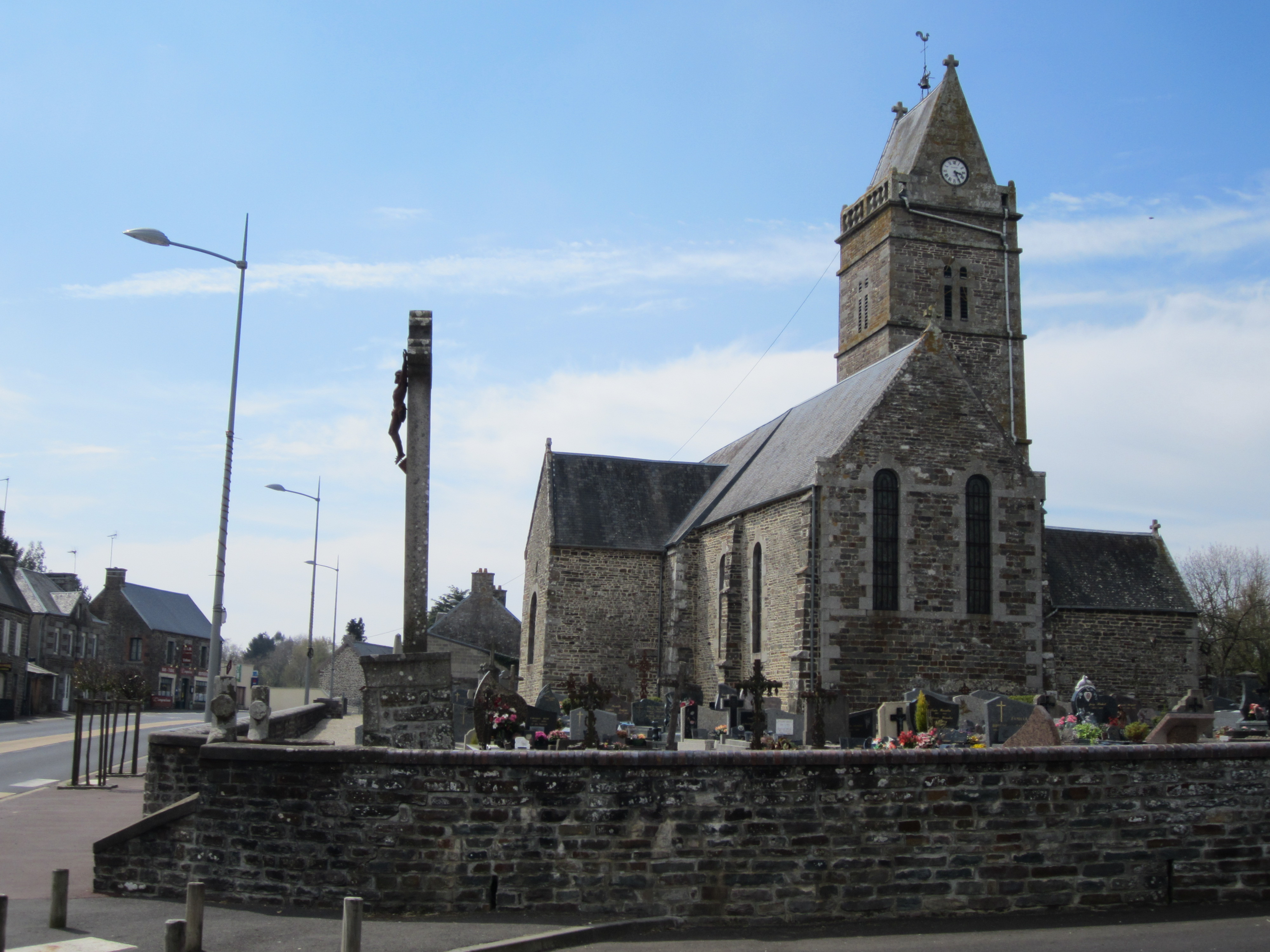
Kirche Saint-Jean-Baptiste

- Kirche Saint-Jean-Baptiste
- Parc zoologique de Champrepus